# Відео на вимогу
Відео на вимогу (ВнВ), або відео на запит (ВнЗ) чи відео на замовлення (ВнЗ) або VOD (англ. Video on Demand (VoD)) — система індивідуального доставлення абонентові телевізійних програм і фільмів по цифровій кабельній, супутниковій або ефірній телевізійній мережі з мультимедіасервера в різних мультимедіаконтейнерах (наприклад, MPEG, AVI, FLV, MKV або QuickTime). Фільм можна в будь-який час замовити з каталогу, при цьому часто підтримуються додаткові функції: перемотування, пауза, закладки. Крім звичайного VoD розрізняють ще Near Video on Demand і Internet Video on Demand.

## Історія
Послуга VOD була запропонована ще 1986 року в Японії, де планувалося розробити послугу «Інтегрована мережева система». Однак практично не вдалося впровадити таку послугу VOD до моменту прийняття технологій DCT та ADSL на початку 1990-х.
Перший комерційний сервіс VoD був запущений в Гонконзі приблизно 1990 року. Перші системи VOD використовували касети як джерело відеопотоків у реальному часі. Однак відеокомпакт-диски обходилися набагато дешевше, до того ж оплата телебачення в Гонконзі була річчю, що рідко зустрічається. Hong Kong Telecom втратив багато грошей, і сервіс був придбаний компанією Pacific Century Cyberworks 2000 року, яка згодом його згорнула. Аудиторія не була готова до того моменту витрачати гроші на цифрову оренду відеоконтенту.
У США цю послугу вперше запропонувала фірма Oceanic Cable в січні 2000 року на Гаваях. Потокові VoD-системи доступні через кабельних провайдерів, які використовують свої значні пропускні спроможності, щоб доставляти фільми і телешоу кінцевому користувачеві. Найчастіше клієнтами VoD застосовується швидке перемотування фільмів, перемотування назад і можливість поставити фільм на паузу.
1998 року Kingston Communications стала першою компанією у Великій Британії, що запустила повноцінний сервіс VoD і першою компанією, що надає об'єднаний доступ до телебачення та Інтернету через ADSL. 2001 року Kingston Interactive TV мала 15 000 передплатників. Після декількох спроб 1999 року з'явився сервіс HomeChoice, що працював в межах Лондона. Коли він залучив 40 000 користувачів (2006 рік), його купила компанія Tiscali.
За даними Європейської аудіовізуальної обсерваторії, на кінець 2006 року в Європі функціонувало 142 платні послуги VOD. До 2009 року кількість зросла до 650.
Розробкою обладнання для VoD-систем спершу займалися фірми Motorola і Alcatel. Проте потім ініціативу перехопили виробники телевізорів, такі як LG, Samsung, Philips, Sony, Panasonic і Toshiba. За оцінками консалтингової компанії J'son & Partners Consulting 2013 року у світі було продано 234 млн телевізорів, зростання у порівнянні з 2012 р склав 1 %. З 234 млн нових телевізорів, за даними Strategy Analytics, 76 млн пристроїв підтримували функціональність Smart TV (33 % всіх плоскопанельних ТБ) — основну технологію надання VoD-контенту глядачам.
Послуги VOD у США мають найвищий рівень використання у світі. На цей час вони доступні у всіх частинах Сполучених Штатів. 2010 року 80 % американських користувачів Інтернету переглядали відео в Інтернеті, а 42 % користувачів мобільних пристроїв, завантажували програми для відео у звичайний браузер. Потокові системи VOD доступні на мобільних платформах від кабельних провайдерів (в тандемі з технологією кабельного модема). Вони використовують велику пропускну спроможність, наявну в їх кабельних системах, для доставлення кінофільмів та телевізійних шоу кінцевим користувачам.

## IVoD
Фільми онлайн (англ. Internet Video on Demand, iVoD) — спосіб перегляду кінофільмів, коли фільм не береться на носії (наприклад CD або DVD) і не завантажується як файл, а переглядається прямо через Інтернет. Сам термін IVoD в перекладі означає Інтернет-відео за запитом. У деяких джерелах iVoD пропонується як телебачення майбутнього, якийсь гібрид телебачення та інтернету. Прикладом української платформи iVoD є Такфлікс.
Перші сайти IVoD стали з'являтися практично відразу після впровадження технології потокового відео в програвачі Windows Media Player. Багато сайтів, які пропонували прокат фільмів (наприклад, NetFlix), стали також пропонувати фільми онлайн через Windows Media Player. Але технологія Microsoft не справила революції — для мовлення вимагалися ОС Windows, досить широкий канал. Революція в IVoD почалася в 2000-х роках, коли компанія Macromedia (пізніше куплена компанією Adobe) почала експерименти з відео в популярному програвачі Macromedia Flash Player (Зараз Adobe Flash Player). Першою великою «ластівкою» IVoD на технології Flash став американський сервіс YouTube. Основні переваги Flash — доступність плеєра для різних ОС, поширеність та швидкість роботи. Саме тому, починаючи з 2007 року, технологія Flash почала витісняти інші рішення для IVoD.
Починаючи з 2010 року конкуренцію Flash в даному питанні почала складати технологія HTML5, яку компанія Apple, Inc. використовує у своїх вироблених пристроях (iPhone та iPad) як альтернативу уразливому з боку хакерів Flash. 2012 року прикладу за Apple рушив і інший виробник пристроїв, на яких можна дивитися IVoD, — Google, який також почав використовувати HTML5 в ОС Android. Відео в HTML5 зазвичай кодуються за стандартом H.264 і найчастіше мають формат MP4.
Розрізняються такі типи IVoD:
- FVoD (Free Video on Demand) — тип VoD, за якого надається практично безмежний доступ до відео (безкоштовно та без демонстрації реклами);
- AVoD (Advertising Video on Demand) — тип VoD, за якого доступ до відео надається разом з рекламою, яка демонструється в відео з певною періодичністю;
- SVoD (Subscription Video on Demand) — тип VoD, за якого доступ до відео надається коштом покупки періодичної підписки;
- TVoD (Transactional Video on Demand) — тип VoD, за якого доступ до відео додається в рахунок сплати певної суми, при цьому відео обмежено або в кількостях переглядів, або часовим проміжком, в яке його потрібно переглянути (наприклад, відео необхідно подивитися протягом 30 днів з дня покупки і 48 годин з моменту початку перегляду), після чого доступ до відео припиняється;
- EST (Electronic Sell-Through) — тип VoD, за якого доступ до відео додається в рахунок сплати певної суми, при цьому відео практично не обмежене ні кількостями переглядів, ні часовим проміжком, в який його потрібно переглянути (можливі певні обмеження з боку правовласників відео).

Відео IVoD, за перегляд яких стягуються суми (SVoD, TVoD, EST), зазвичай мають спеціальний DRM-захист, яка навмисно обмежує або ускладнює різні дії з відео в цифровому форматі (копіювання, модифікацію, перегляд, завантаження на носій і т. д.) для захисту авторських прав.

## NVoD
Near Video On Demand (NVoD) (з англ. майже відео на вимогу) (IP-MULTICAST) — сервіс цифрового телебачення «віртуальний кінозал» або «карусельне відео», багатоадресне мовлення попередньо сформованого відеоконтенту за розкладом у кілька потоків зі зміщенням в часі, як правило, для платного перегляду.